# 公共交通卡 (馬德里)
公共交通卡（西班牙語：Tarjeta Transporte Público），簡稱TTP，是西班牙首都馬德里的非接觸式智能卡。該卡由馬德里區域交通財團管理，截至2019年有多於1600萬張公共交通卡使用中。
公共交通卡首先於2012年推出，是一張信用卡大小的非接觸式智能卡，一般為紅色，可用於馬德里內的大部分公共交通，包括馬德里地鐵、馬德里輕鐵、馬德里近郊鐵路、由馬德里市立交通企業營運的巴士，以及由CRTM營運的私人城際巴士。TTP亦可用於部分長途巴士，包括前往托萊多及瓜達拉哈拉。